# 바람의 전사 단
바람의 전사 단(일본어: 風の戦士ダン 카제노센시단[*])은 카리야 테츠 원작, 시마모토 카즈히코 작화의 만화 작품이다. 소학관의 『주간 소년 선데이 증간』에서 1982년 6월부터 1986년 4월까지 연재되었다. 단행본은 전 9권.
현대의 닌자 아사기리 단(朝霧ダン)을 주인공으로 그의 활약을 그린 작품이다. 작가 카리야 테츠에게는 전기 대표작 『오토코구미』와 후기 대표작 『맛의 달인』 사이에 위치한 과도기적 작품이고, 작화가 시마모토 카즈히코에게는 데뷔 이후 첫 연재작이었다. 『바림의 전사 단』 연재 이전의 카리야는 “뜨거운 남자의 격투만화”, 즉 폭력극화 원작자로서 유명했다. 하지만 이 작품은 작화가 시마모토의 독단으로 개그가 잔뜩 첨가된 개그활극만화가 되었다. 카리야는 원래 자신이 쓴 원작이 그대로 반영되지 않으면 신경질적으로 거부하는 성향이었다. 그러나 이 작품을 연재하면서 시마모토의 개그가 본인도 납득할 수 있을 정도로 재미있음을 느끼고, 그 뒤로 자신의 스토리에도 개그를 넣기 시작하면서 『맛의 달인』으로 새로운 작풍이 이어지게 되었다.
당시 시마모토는 스토리 작법을 전혀 모르는 개그 일변도의 만화가였다. 시마모토는 “원작이 매회 30장 정도 되는 볼륨이어서 매버 국어시험 치르듯이 요약하다가 단련되었다”, “그 훈련의 성과를 『불꽃전학생』에서 살린 측면도 있다”고 회고했다. 연재 당시 원작에 끌려가지 않는 시마모토의 독창성을 평가하는 목소리도 있었으나, 정작 시마모토는 카리야가 자신에게 화가 났을 것이라고 생각하고 20년 넘게 피해다니다가 2009년 선데이 매거진 공동 50주년 기념파티에서 재회해서 오해를 풀었다.